# Thierry Mariani

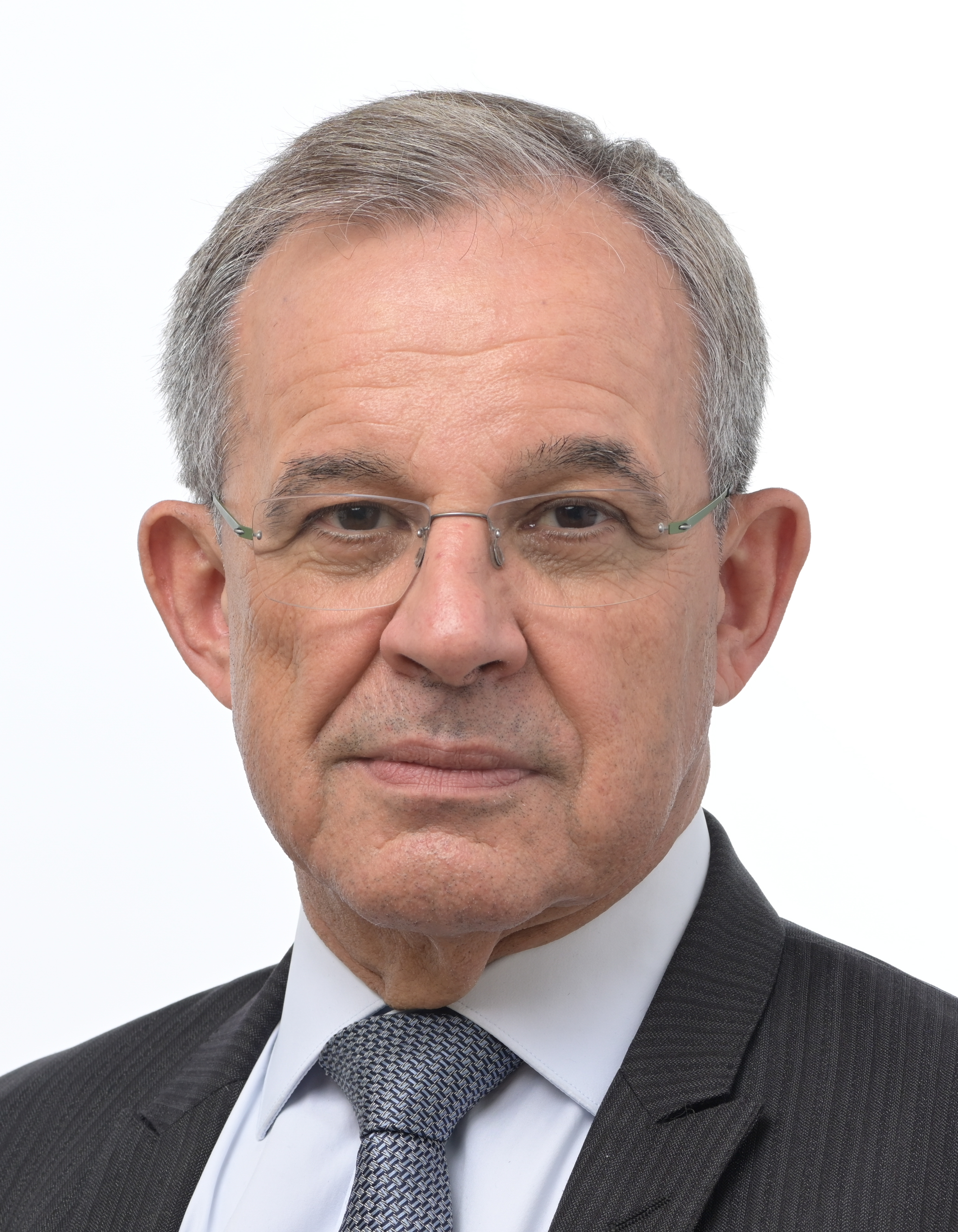
Thierry Mariani (2024)

Thierry Mariani (* 8. August 1958 in Orange, Département Vaucluse) ist ein französischer Politiker (RPR, UMP, La Droite populaire). Er ist seit 2019 Mitglied des Europäischen Parlaments.

## Leben und politische Karriere
Marianis Eltern waren italienischer Herkunft, er wuchs in der Kleinstadt Valréas im provenzalischen Département Vaucluse auf. Er besuchte das Militärlyzeum in Aix-en-Provence und wurde mit 19 Jahren französischer Vizemeister im griechisch-römischen Ringen. Er absolvierte ein Studium am Institut libre d’étude des relations internationales (ILERI), das er mit einem Diplom in internationalem Recht abschloss. 
Er war ab 1976 Mitglied der neo-gaullistischen Partei Rassemblement pour la République (RPR), die von Jacques Chirac geführt wurde. Von 1989 bis 2005 war er Bürgermeister von Valréas. Von 1992 bis 2001 war Mariani zudem Mitglied des Generalrats des Département Vaucluse, von 1992 bis 1998 dessen Vizepräsident. Von 1993 bis 2010 war er Abgeordneter in der Nationalversammlung, wo er einen Wahlkreis der Vaucluse vertrat. Das RPR ging 2002 in der Mitte-rechts-Sammelpartei Union pour un mouvement populaire (UMP) auf. Im September 2002 reiste Mariani gemeinsam mit zwei weiteren UMP-Abgeordneten auf Einladung einer französischen Lobbyorganisation in den Irak. Das französische Außenministerium missbilligte diese Reise.
Ab 2004 war Mariani zusätzlich Mitglied des Regionalrats von Provence-Alpes-Côte d’Azur. Bei der Regionalwahl 2010 war er Spitzenkandidat der UMP und ihrer Verbündeten, unterlag aber im zweiten Wahlgang mit 33 zu 44 Prozent dem sozialistischen Kandidaten Michel Vauzelle. Mariani gehörte noch bis 2015 als Oppositionsvertreter dem Regionalrat an. Gemeinsam mit weiteren Abgeordneten vom rechten Flügel der UMP (u. a. Brigitte Barèges, Jean-Paul Garraud, Christian Vanneste) gründete er im Juli 2010 die Vereinigung La Droite populaire, die für eine harte Linie in der Sicherheits- und Einwanderungspolitik eintritt, aber zunächst als innerparteiliche Strömung in der konservativen UMP verblieb. Im Kabinett Fillon III war Mariani ab November 2010 Staatssekretär für Verkehr im Umwelt-, Verkehrs- und Bauministerium (unter der Ministerin Nathalie Kosciusko-Morizet). Im Juni 2011 wurde seine Position zum beigeordneten Minister aufgewertet, er hatte das Amt bis zum Regierungswechsel im Mai 2012 inne. 
Von 2012 bis 2017 war er erneut Mitglied der Nationalversammlung, diesmal als Abgeordneter der Auslandsfranzosen, die in Russland, Asien und Ozeanien leben. Seit 2012 ist Mariani einer der beiden Präsidenten der Association Dialogue franco-russe. Von 2013 bis 2014 war Mariani stellvertretender Vorsitzender der UMP. La Droite populaire organisierte sich im November 2014 als politische Vereinigung, die auch Nicht-UMP-Mitgliedern offensteht. Einen Monat später ernannte Nicolas Sarkozy Mariani zum nationalen Sekretär der UMP mit Zuständigkeit für die Auslandsfranzosen. Im Juni 2015 schied er aus der Führung der Partei aus, die sich inzwischen in Les Républicains umbenannt hatte. Den Vorwurf, er nähere sich der rechtsextremen Front national an, wies er jedoch im darauffolgenden Monat als „lächerlich“ zurück. Mariani reiste zwischen 2015 und 2017 fünfmal in das Bürgerkriegsland Syrien. Dort traf er den Präsidenten Baschar al-Assad, obwohl Frankreich zu dessen Regierung seit 2012 keine diplomatischen Beziehungen unterhält. Mariani bezweifelte die Verantwortung von Assads Regime für den Giftgasangriff von Chan Schaichun.
Im Vorfeld der Europawahl 2019 trat Mariani – wie Jean-Paul Garraud – aus Les Républicains aus und kandidierte auf Platz drei der Liste des Rassemblement national von Marine Le Pen (der Nachfolgepartei der Front national), ohne jedoch der Partei beizutreten. Er sitzt im Europäischen Parlament in der Fraktion Identität und Demokratie. Er ist Mitglied im Ausschuss für auswärtige Angelegenheiten, im Ausschuss für Industrie, Forschung und Energie und im Unterausschuss Menschenrechte, Delegierter in den Ausschüssen für parlamentarische Kooperation EU-Kasachstan, EU-Kirgisistan, EU-Usbekistan und EU-Tadschikistan sowie für die Beziehungen zu Turkmenistan und der Mongolei, in der Paritätischen Parlamentarischen Versammlung AKP-EU und in der Parlamentarischen Versammlung Euronest.

## Fiktion
In François Durpaires und Farid Boudjellals Comic Die Präsidentin von 2015, in dem Marine Le Pen die Präsidentschaftswahl 2017 gewinnt, wird Mariani zum Außenminister ernannt.